# Dzikany
Dzikany (Potamochoerini) – plemię ssaków z podrodziny świń (Suinae) w obrębie rodziny świniowatych (Suidae).

## Podział systematyczny
Do plemienia należą następujące występujące współcześnie rodzaje:
- Hylochoerus O. Thomas, 1904 – dzikacz – jedynym przedstawicielem jest Hylochoerus meinertzhageni O. Thomas, 1904 – dzikacz leśny
- Potamochoerus J.E. Gray, 1854 – dzikan

Opisano również rodzaje wymarłe:
- Celebochoerus Hooijer, 1948[7]
- Kolpochoerus E.C.N. van Hoepen & H.E. van Hoepen, 1932[8]